# Phyllonoma weberbaueri
Phyllonoma weberbaueri là một loài thực vật có hoa trong họ Phyllonomaceae. Loài này được Engl. miêu tả khoa học đầu tiên năm 1930.